# Saint-Ferréol (isla)
Islote Saint-Ferréol (en francés: Îlot Saint-Ferréol; a veces también escrito Saint-Féréol) es un islote perteneciente a las islas Lérins (îles de Lérins) y situada al este de la isla de Saint-Honorat (île Saint-Honorat).
Por error Guy de Maupassant indicó que este es el lugar donde fue llevado por un corto tiempo el cuerpo de Niccolo Paganini: el lugar era en realidad otro punto de la costa.